# 海辺 (江東区)
海辺（うみべ）は、東京都江東区の地名。丁目の設定のない単独町名である。住居表示実施済区域。

## 地理
江東区の地理的中央部に位置し、深川地域に属する。北で扇橋、東で南砂、南で千石、西で千田と接する。町域の東辺を横十間川と接する。

### 河川
- 横十間川
  - 海砂橋

## 歴史
1596年（慶長元年）、野口次郎左衛門により海辺新田として開発された。野口家は代々当地の名主を務め、1741年（寛保元年）からは海辺家と名乗った。元和期には小名木川沿岸に船着場が設置され、海辺大工町などの町屋が起立した。1891年（明治24年）、深川海辺町となる。1968年（昭和43年）、住居表示により海辺となった。

### 地名の由来
海辺を埋め立てて開発したことによるが、現在は埋立が進み、海に面してはいない。

## 世帯数と人口
2023年（令和5年）1月1日現在（東京都発表）の世帯数と人口は以下の通りである。
- 世帯数 : 1,087世帯
- 人口 : 1,985人

### 人口の変遷
国勢調査による人口の推移。
| 年                 | 人口  |
| ------------------ | ----- |
| 1995年（平成7年）  | 1,669 |
| 2000年（平成12年） | 1,627 |
| 2005年（平成17年） | 1,644 |
| 2010年（平成22年） | 1,588 |
| 2015年（平成27年） | 1,598 |
| 2020年（令和2年）  | 1,805 |

### 世帯数の変遷
国勢調査による世帯数の推移。
| 年                 | 世帯数 |
| ------------------ | ------ |
| 1995年（平成7年）  | 667    |
| 2000年（平成12年） | 683    |
| 2005年（平成17年） | 736    |
| 2010年（平成22年） | 724    |
| 2015年（平成27年） | 789    |
| 2020年（令和2年）  | 943    |

## 学区
区立小・中学校に通う場合、学区は以下の通りとなる（2023年4月時点）。
- 区域 : 全域
  - 小学校 : 江東区立川南小学校
  - 中学校 : 江東区立深川第四中学校

## 事業所
2021年（令和3年）現在の経済センサス調査による事業所数と従業員数は以下の通りである。
- 事業所数 : 100事業所
- 従業員数 : 774人

### 事業者数の変遷
経済センサスによる事業所数の推移。
| 年                 | 事業者数 |
| ------------------ | -------- |
| 2016年（平成28年） | 102      |
| 2021年（令和3年）  | 100      |

### 従業員数の変遷
経済センサスによる従業員数の推移。
| 年                 | 従業員数 |
| ------------------ | -------- |
| 2016年（平成28年） | 901      |
| 2021年（令和3年）  | 774      |

## 施設
- 横十間川親水公園

## その他

### 日本郵便
- 郵便番号 : 135-0012[3]（集配局 : 深川郵便局[15]）。